# Johannes Ludgerus Bonaventure Brenninkmeijer
Johannes Ludgerus Bonaventure Brenninkmeijer (noto anche come Hans; Amsterdam, 19 luglio 1930 – Kroonstad, 2 luglio 2003) è stato un vescovo cattolico olandese.

## Biografia
Nacque nel 1930, sestogenito di Arnoldus Ludgerus Brenninkmeijer (1894-1951) e di Elisabeth Anne Maurer (1903-1993).
Il 25 luglio 1957 fu ordinato sacerdote nell'Ordine dei frati predicatori, di cui in Sudafrica fu sia vicario provinciale (1965-1968) che vicario generale (1968-1976).
Il 15 aprile 1977 fu nominato vescovo di Kroonstad, per essere poi consacrato il 24 luglio dall'arcivescovo di Maseru Morapeli e dai co-consacranti van Velsen e Bucher.
Morì in carica il 2 luglio 2003.

## Genealogia episcopale
La genealogia episcopale è:
- Cardinale Scipione Rebiba
- Cardinale Giulio Antonio Santori
- Cardinale Girolamo Bernerio, O.P.
- Arcivescovo Galeazzo Sanvitale
- Cardinale Ludovico Ludovisi
- Cardinale Luigi Caetani
- Cardinale Ulderico Carpegna
- Cardinale Paluzzo Paluzzi Altieri degli Albertoni
- Papa Benedetto XIII
- Papa Benedetto XIV
- Papa Clemente XIII
- Cardinale Marcantonio Colonna
- Cardinale Giacinto Sigismondo Gerdil, B.
- Cardinale Giulio Maria della Somaglia
- Cardinale Carlo Odescalchi, S.I.
- Cardinale Costantino Patrizi Naro
- Cardinale Serafino Vannutelli
- Cardinale Domenico Serafini, Cong. Subl. O.S.B.
- Cardinale Pietro Fumasoni Biondi
- Arcivescovo Martin Lucas, S.V.D.
- Cardinale Owen McCann
- Arcivescovo Alfonso Liguori Morapeli, O.M.I.
- Vescovo Johannes Ludgerus Bonaventure Brenninkmeijer, O.P.